# Muzeum Wnętrz Pałacowych w Choroszczy
Muzeum Wnętrz Pałacowych w Choroszczy jest oddziałem Muzeum Podlaskiego. Mieści się w nim stała ekspozycja wnętrz pałacowych z XVIII i XIX wieku. Muzeum gromadzi eksponaty i dokumenty związane z historią pałacu i jego właścicieli, oraz meble i wyroby rzemiosła artystycznego z XVIII i XIX wieku. W działalności edukacyjno-oświatowej poprzez różne formy zajęć interaktywnych w przystępny sposób przybliża sztukę, kulturę i obyczaje minionych epok.

## Zbiory
Parter, gdzie mieściły się niegdyś apartamenty Branickich i piętro, na którym znajdowały się niewielkie pokoje przeznaczone dla gości, zostały przebudowane obecnie na sale reprezentacyjne. Znajduje się w nich ekspozycja mebli – od barokowych po komplety utrzymane w stylu Ludwika XVI. Wnętrza zdobią obrazy z XVII–XIX w. (m.in. portrety właścicieli pałacu, płótna ze szkoły francuskiej, włoskiej i niemieckiej z połowy XVIII w.), lustra, zegary stojące i kominkowe, porcelana miśnieńska, wiedeńska i berlińska, szkło artystyczne z wytwórni polskich oraz zachodnioeuropejskich, rzeźby z marmuru i brązu, alabastrowe wazony, świeczniki, kinkiety, dywany.

## Siedziba

### Historia budynku
Muzeum mieści się w dawnym letnim pałacu hetmana Jana Klemensa Branickiego.
Oryginalny pałac zbudowany w latach 20. XVIII wieku (na skutek zawilgocenia rozebrany do fundamentów i odbudowany w tym samym kształcie w latach 1757–1759), znacznie rozbudowany w XIX wieku, został zniszczony przez pożar, podczas działań wojennych w 1915 roku. Zrekonstruowano go ponownie w latach 1962–1973. O zakończeniu prac budowlanych pałac przekazano Muzeum Okręgowemu w Białymstoku z przeznaczeniem na urządzenie ekspozycji dawnych wnętrz mieszkalnych. Od 1992 roku jest to oddział Muzeum Podlaskiego w Białymstoku – Muzeum Wnętrz Pałacowych.

### Rys architektoniczny

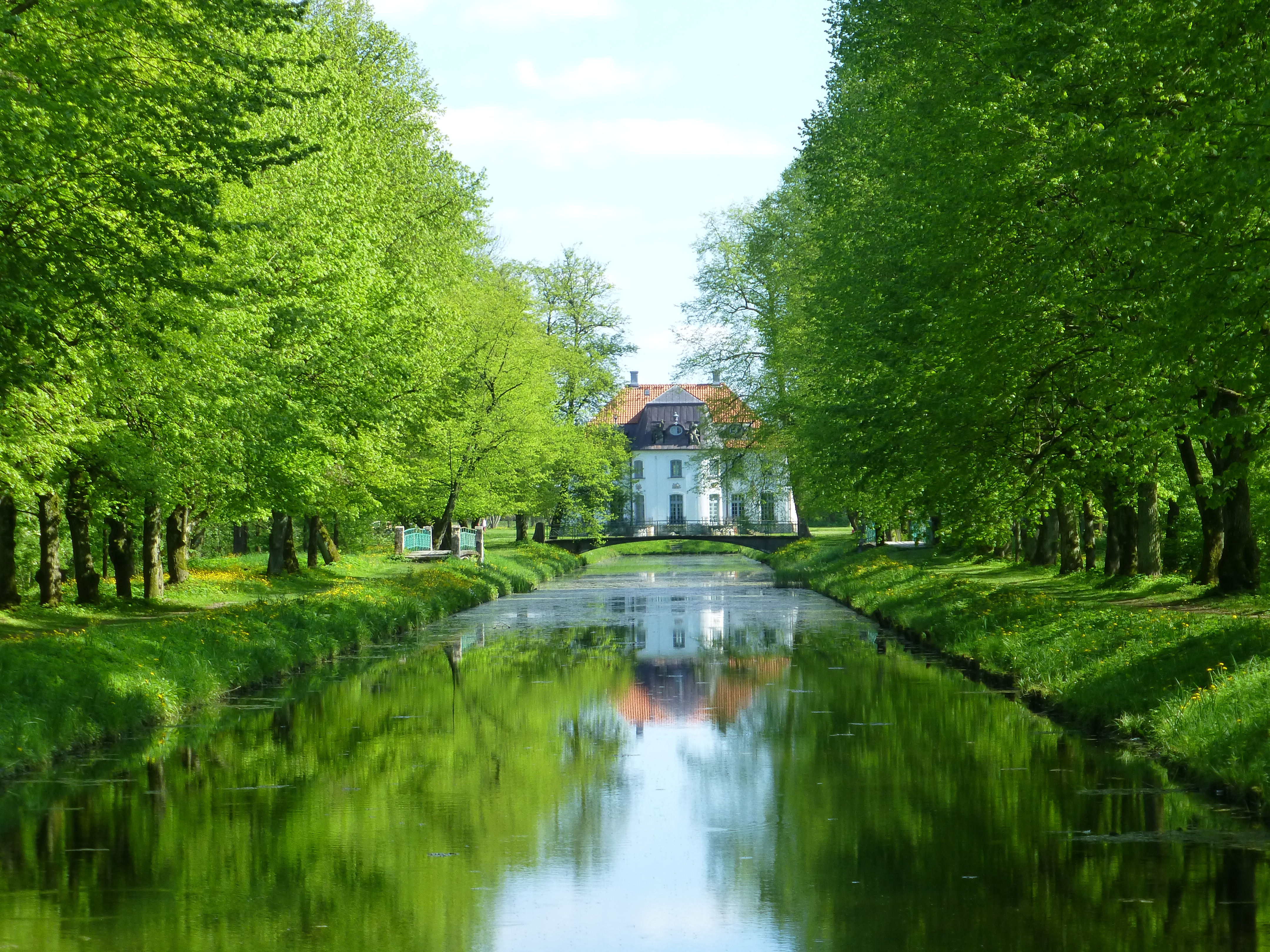
Park i staw pałacowy

Pałac to budynek piętrowy, prostokątny, o półkolistych narożach, z płaskim ryzalitem od frontu a zaokrąglonym od strony ogrodu, oraz dwoma małymi ryzalitami na osi poprzecznej. Dach wysoki, czterospadowy z lukarnami i dwoma kominami. Fasada siedmioosiowa, rozczłonkowana lizenami z boniowaniem, zdobiona kwadratowymi płycinami, dwoma popiersiami na konsolach, trzema płaskorzeźbami i trójkątnym frontonem z kartuszami herbowymi.
Pałac położony jest na sztucznej wyspie, którą otaczają kanały wzorowane na kanałach wersalskich. Ogromny, 25-hektarowy park, rozplanowany przypuszczalnie przez francuskiego architekta Piotra Ricaud de Tirregaile podobnie do ogrodów w Vaux-le-Vicomte i w Wersalu, z krzyżującymi się kanałami i gwiaździstymi alejami, jest jedyną taką kompozycją w Polsce.